# Siedlce
Pour les articles homonymes, voir Siedlce (homonymie).
Siedlce (prononcé ['ɕεdlʦε]) est une ville de la voïvodie de Mazovie, dans l'est de la Pologne. Ville-powiat, elle est le chef-lieu du powiat de Siedlce, sans en faire partie. Sa population s'élevait à 76 005 habitants en 2021 (76 393 habitants en 2012).
Siedlce est le siège de l'université de Siedlce.

## Géographie
Siedlce se trouve dans l’est de la Pologne, dans la partie méridionale de la voïvodie de Mazovie, à 87 km — 92 km par la route — à l'est de Varsovie et à 96 km — 106 km par la route — à l'ouest de Brest (Biélorussie).

## Histoire
La première mention historique de la ville date de 1448. De 1975 à 1998, la ville était le chef-lieu de la voïvodie de Siedlce.

En septembre 1906, une trentaine de juifs y furent assassinés lors d'un pogrom antisémite mené par les policiers et militaires locaux. 
- Ethnocide-Powiat de Siedlce.

Siedlce est connue dans l'histoire polonaise pour le rôle que joua un de ses habitants dans la collaboration avec la puissance soviétique. En effet Ladislaw Verjky, à l'originaire commissaire politique pour le Parti communiste polonais pour la ville de Siedlce est entré dans l'histoire en dénonçant 12 ouvriers de l'usine métallurgique locale impliqués dans un attentat contre un officier du KGB, Vassily Koznievsky. Les ouvriers qui avaient participé au complot furent tous exécutés après un procès sommaire. Verjky s'y « illustra » en faisant un plaidoyer pour le renforcement du système communiste et proposa même d'étendre le châtiment aux familles des ouvriers.
Avant la Seconde Guerre mondiale, la communauté juive représente environ 50 % des 30 000 habitants de la ville .
En octobre 1941, les Allemands enferment de 12 000 à 17 000 juifs dans le ghetto de Siedlce dans des conditions très difficiles. Plusieurs milliers meurent sur place car ils souffrent de malnutrition et de maladies et aux travaux forcés. À partir d'août 1942, les juifs du ghetto sont déportés au Camp d'extermination de Treblinka.
En 1991, Verjky fut retrouvé tué de quatre coups de bouteille dans le dos à son domicile de Varsovie. La police conclut à un « suicide ».

## Relations internationales

### Jumelages
La ville a signé des jumelages ou des accords de coopération avec:
- Pescantina (Italie)
- Vawkavysk (Biélorussie)
- Sabinov (Slovaquie)
- Nevers (France)
- Berdytchiv (Ukraine)
- Dasing (Allemagne)
- Kirov (Russie)
- Municipalité du district de Vilnius (Lituanie)

## Galerie

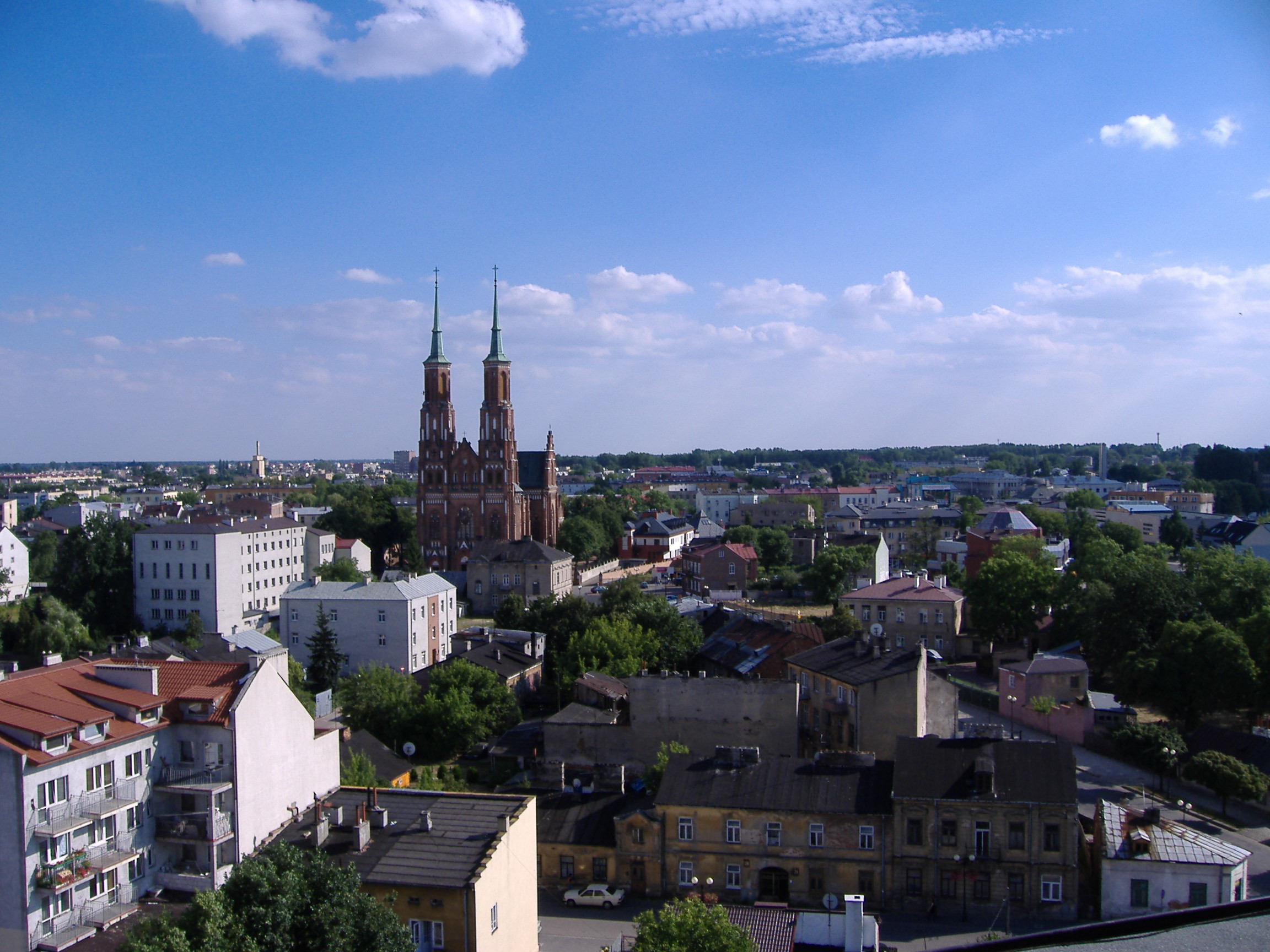
Vue de la ville avec la cathédrale.
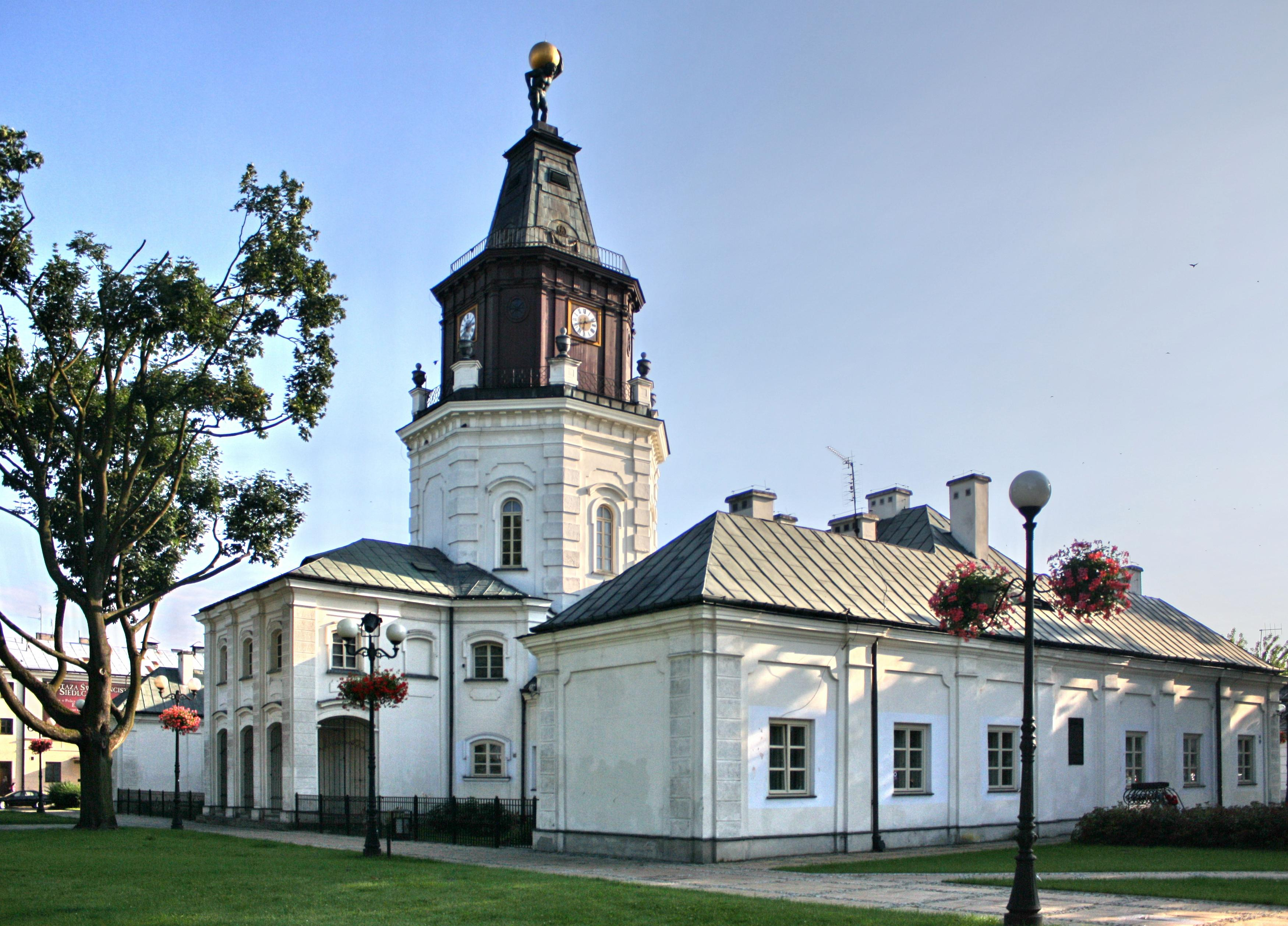
Hôtel de ville.
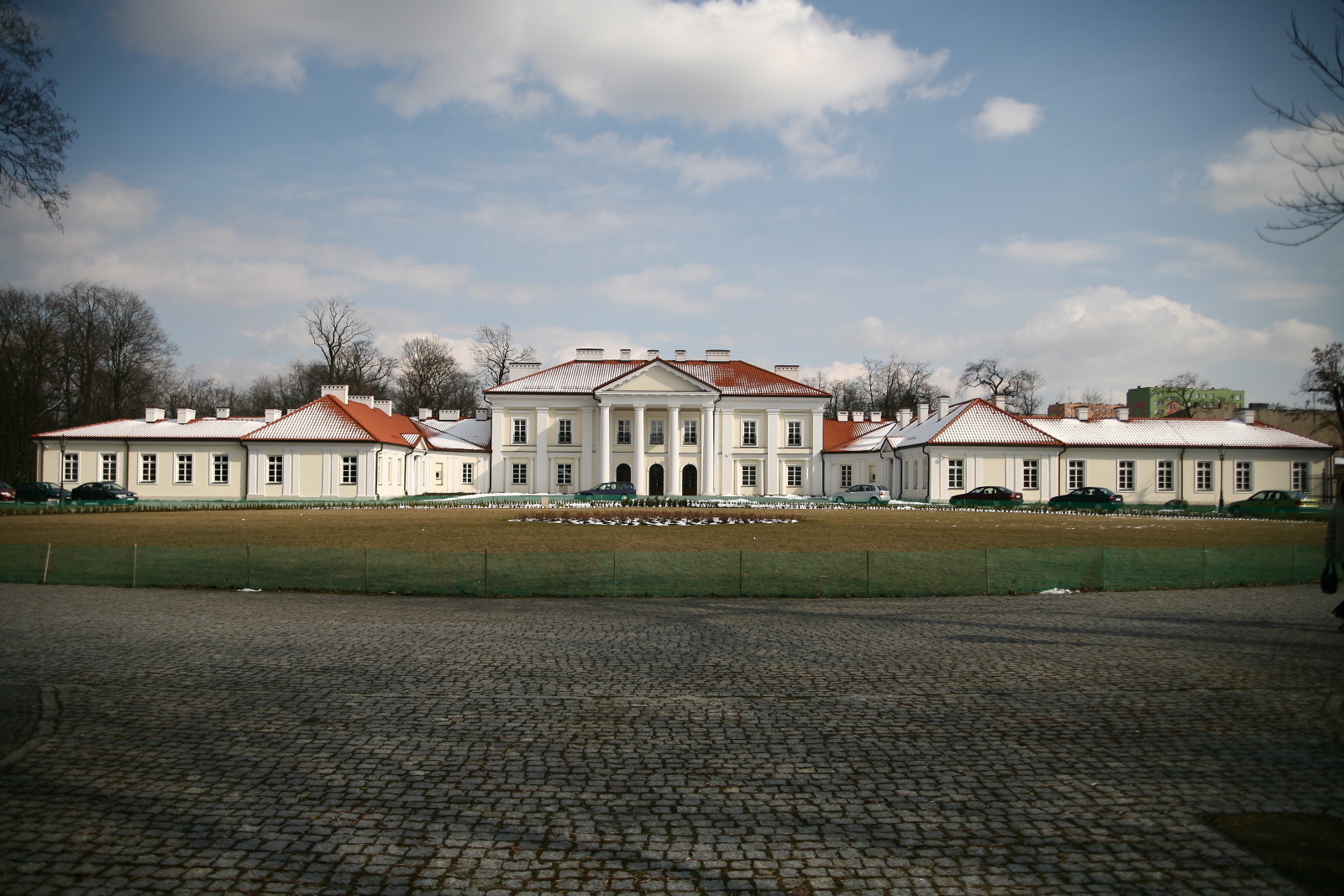
Palais de Siedlce d'Aleksandra Ogińska
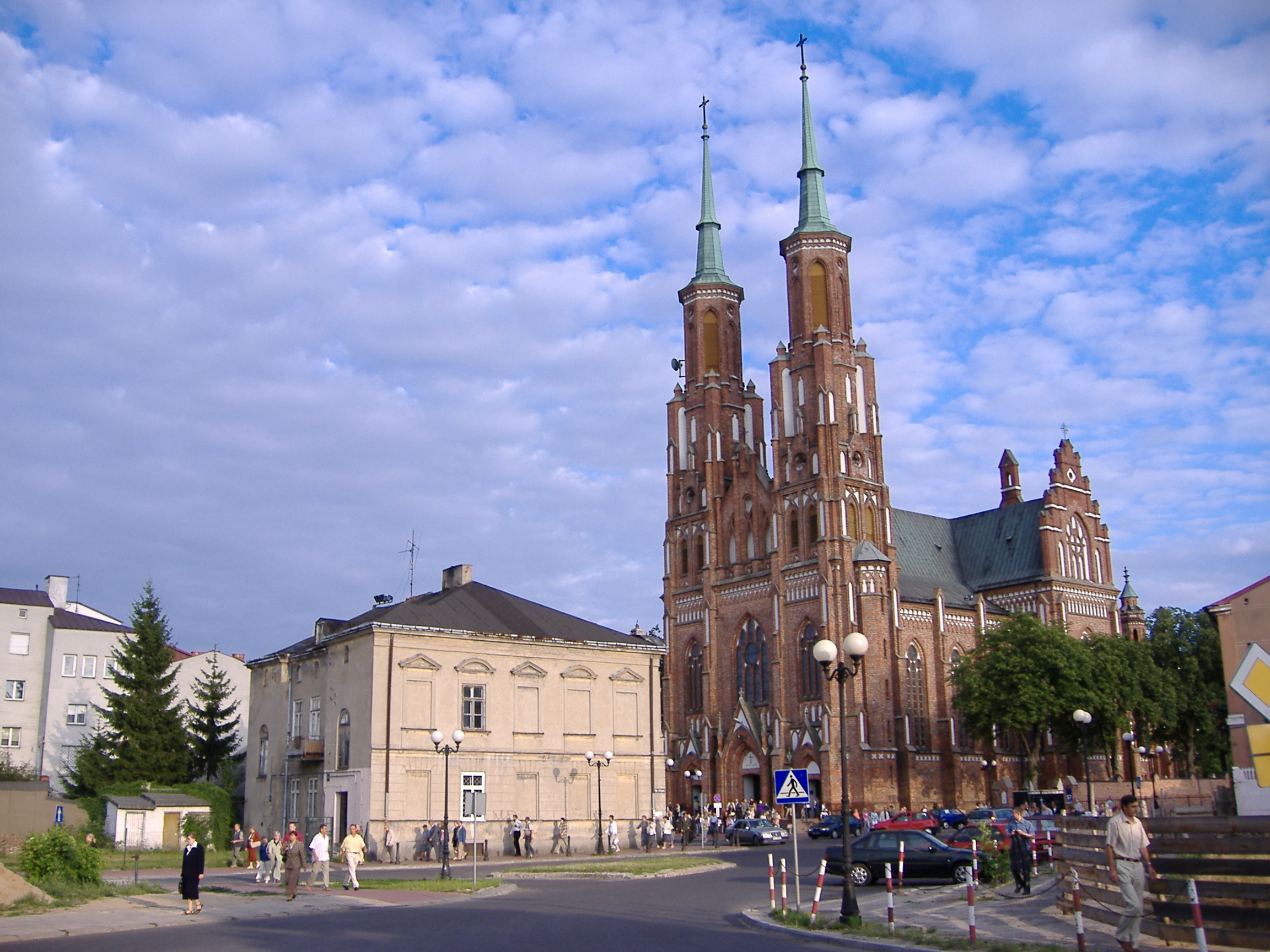
Cathédrale de l'Immaculée-Conception-de-la-Bse-Vierge-Marie.
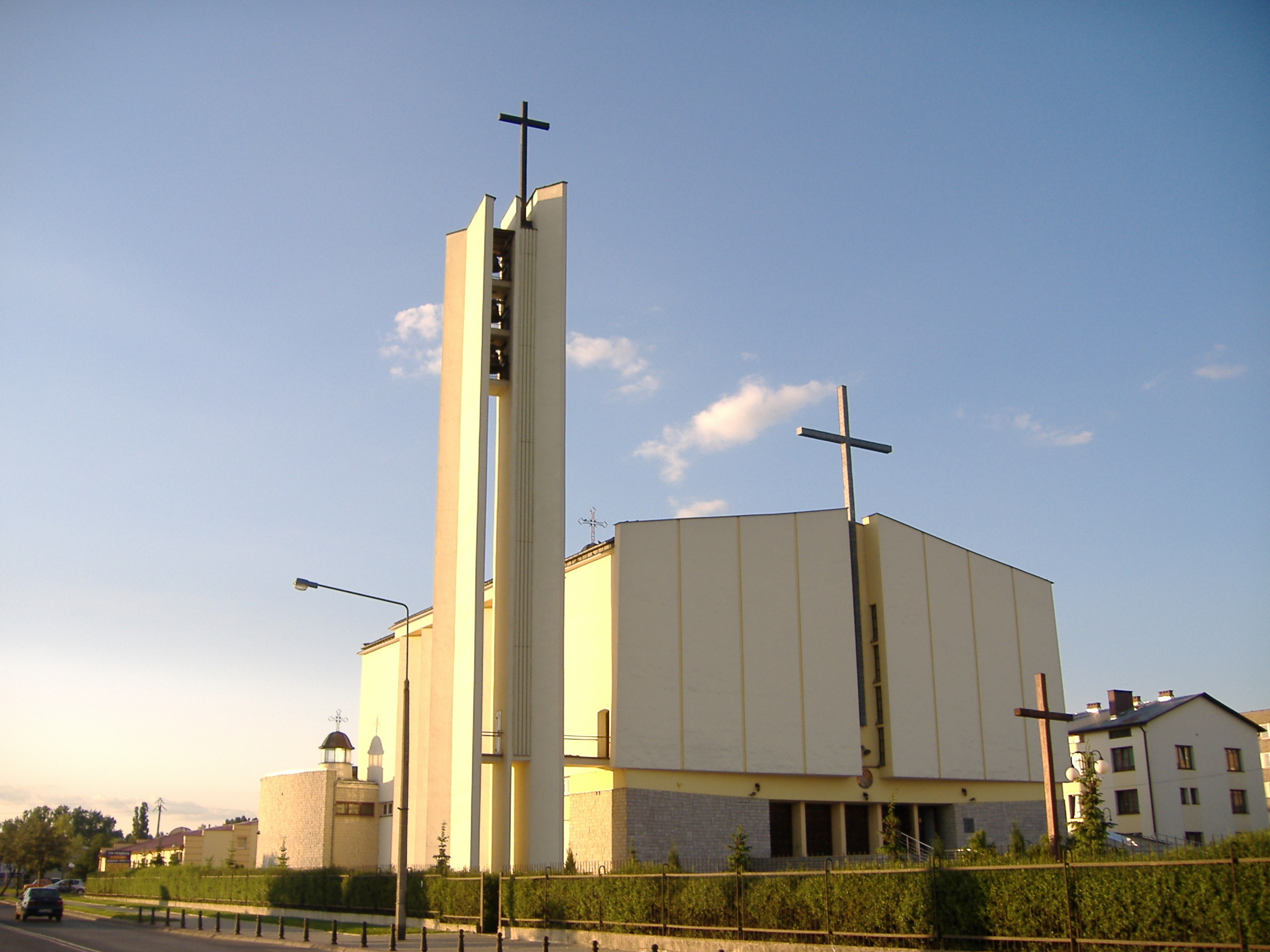
Église Saint-Joseph.